# Relaciones Colombia-México
La República de Colombia y los Estados Unidos Mexicanos establecieron relaciones diplomáticas en 1821, cuando Colombia se convirtió en el primer país de América Latina en reconocer la independencia de México. Ambas naciones son miembros de la Alianza del Pacífico, Asociación Latinoamericana de Integración, Comunidad de Estados Latinoamericanos y Caribeños, Naciones Unidas y la Organización de los Estados Americanos. 

## Historia
Históricamente, ambos territorios albergaron culturas indígenas como lo son los aztecas y mayas en México y los muiscas y los incas en Colombia. Al independizarse ambas naciones del Imperio español a principios del siglo XIX, tanto Colombia como México compartían límites fronterizos en lo que actualmente es la frontera entre Costa Rica (en aquel entonces parte del Imperio mexicano) y Panamá que formaba en esa época aún parte de la Gran Colombia. El 10 de octubre de 1821, Colombia reconoció la independencia de México cuando Simón Bolívar extendió un mensaje a la nación recién independizada, estableciendo así relaciones diplomáticas entre ambas naciones. En 1822, el Emperador Agustín de Iturbide nombró un embajador a la Gran Colombia y en 1826 México tenía un viceconsulado en Cartagena de Indias. En 1831, ambas naciones establecieron embajadas residentes en sus respectivas capitales.
Desde el establecimiento de las relaciones diplomáticas, ambas naciones se han vuelto cada vez más cercanas política y bilateralmente. En 1989, ambas naciones, junto con Venezuela, formaron un bloque comercial llamado el Grupo de los Tres que tenía la intención de reducir los aranceles comerciales y crear un bloque de libre comercio entre las tres naciones dentro de un período de diez años. Sin embargo, en 2006, el presidente venezolano Hugo Chávez anunció que Venezuela dejaría el bloque debido a su relación distanciado con los presidentes mexicano, Vicente Fox, y colombiano, Álvaro Uribe. El bloque comercial continuó sin Venezuela hasta 2007.
En los últimos años, ambas naciones se han enredado cada vez más en la guerra contra las drogas. Colombia ha sido conocida durante muchos años como uno de los mayores productores de drogas y por tener carteles notorios. México era tradicionalmente un país de tránsito para que las drogas de Colombia pasaran en ruta a los Estados Unidos (el mercado de mayor demanda para el consumo de drogas). Sin embargo, México también se ha involucrado cada vez más en la producción de drogas y muchos carteles mexicanos se han asociado cada vez más con los carteles colombianos en el tránsito de drogas a otros mercados a nivel mundial. Tanto el gobierno colombiano como el mexicano han trabajado cada vez más juntos para combatir a los carteles y han contratado asesores de otras naciones para practicar tácticas exitosas en las naciones de cada uno, respectivamente.
Colombia y México son dos de los cuatro miembros fundadores de la Alianza del Pacífico (los otros siendo Chile y Perú). Desde 2017-2018, ambas naciones celebraron un "Año Dual" para promover un mayor acercamiento entre ambas naciones; fortalecer los lazos a través de actividades en las áreas de cultura, educación y movilidad académica; comercio e inversión; emprendimiento e innovación; entre otros.
En julio de 2021, la Vicepresidenta y Canciller de Colombia Marta Lucía Ramírez, realizó una visita a México y se reunió con su homólogo Marcelo Ebrard para reafirmar su compromiso de fortalecer los mecanismos de relaciones bilaterales conjuntas de ambas naciones. En 2022, ambas naciones celebraron 200 años de relaciones diplomáticas. En noviembre de ese mismo año, el presidente colombiano Gustavo Petro realizó una visita a México y se reunió con el presidente mexicano Andrés Manuel López Obrador. Durante la visita, México fue solicitado y aceptó convertirse en un país garante en las negociaciones entre el gobierno colombiano y el Ejército de Liberación Nacional (ELN).
En septiembre de 2023, el presidente mexicano Andrés Manuel López Obrador realizó una visita a Cali, Colombia, para asistir a una Conferencia Latinoamericana y del Caribe sobre drogas. Mientras estaba en Colombia, el presidente López Obrador se reunió con el presidente colombiano Gustavo Petro y los dos líderes discutieron el proceso de paz en curso en Colombia. En octubre de 2024, el presidente Petro viajó a México para asistir a la toma de posesión de la presidenta Claudia Sheinbaum. El presidente Petro regresó a México en diciembre de 2024 y se reunió con la presidenta Sheinbaum.

## Visitas de alto nivel

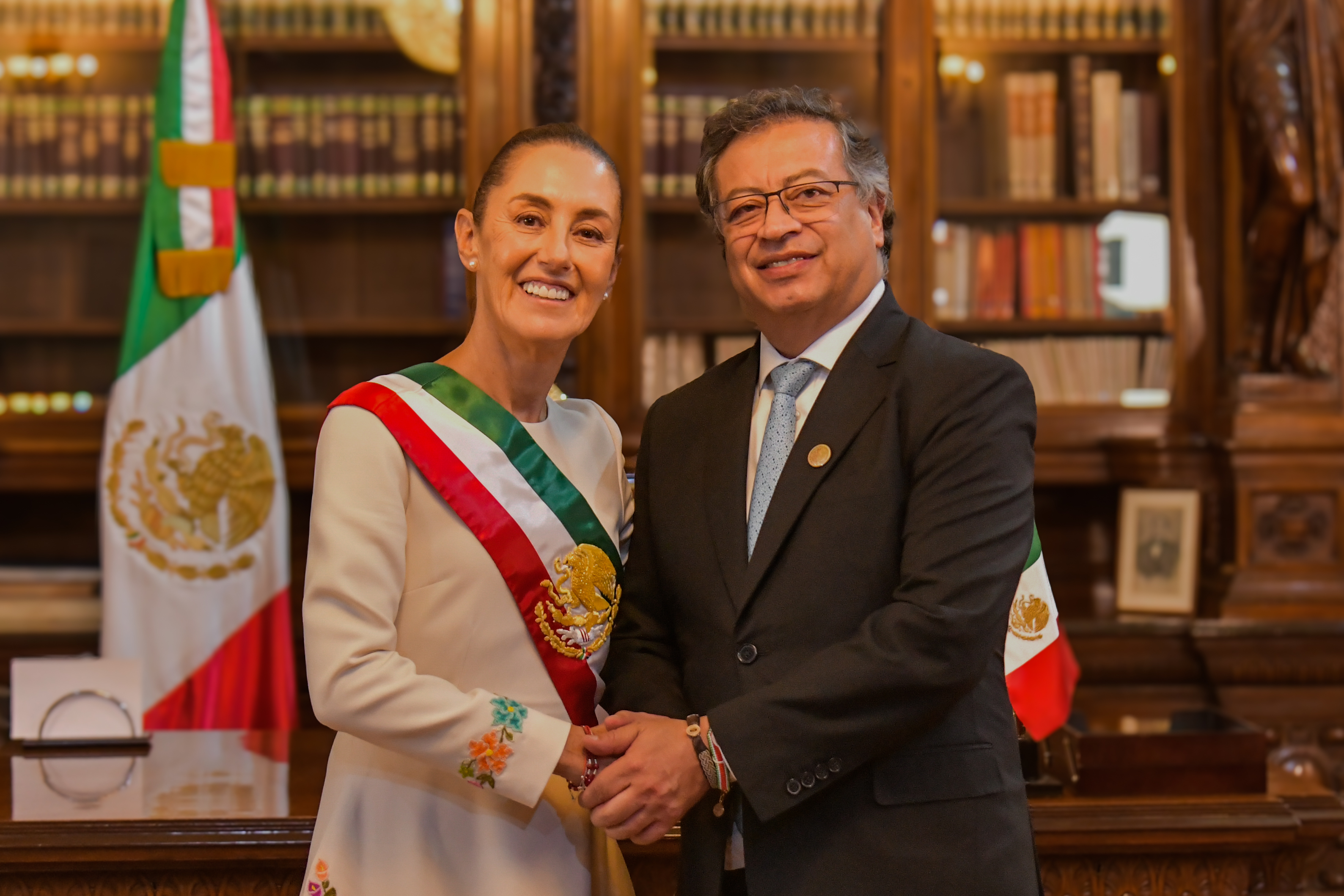
La presidenta mexicana Claudia Sheinbaum y el presidente colombiano Gustavo Petro en la Ciudad de México; octubre de 2024.

Visitas presidenciales de Colombia a México
- Presidente Julio César Turbay (1979)
- Presidente Belisario Betancur (1983, 1985)
- Presidente Virgilio Barco (1987)
- Presidente César Gaviria (1990, 1991)
- Presidente Ernesto Samper (1994)
- Presidente Andrés Pastrana (1998, 2002)
- Presidente Álvaro Uribe Vélez (2004, 2006, 2007, abril y noviembre de 2008, 2010)
- Presidente Juan Manuel Santos (septiembre y noviembre de 2010, agosto y noviembre de 2011, 2012, febrero y diciembre de 2014, 2015, 2018)
- Presidente Iván Duque (2018, 2020)
- Presidente Gustavo Petro (2022, 2023, octubre y diciembre de 2024)

Visitas presidenciales de México a Colombia
- Presidente José López Portillo (1977)
- Presidente Miguel de la Madrid (1984)
- Presidente Carlos Salinas de Gortari (1989, 1991)
- Presidente Ernesto Zedillo (2000)
- Presidente Vicente Fox (2001)
- Presidente Felipe Calderón (2008, mayo y agosto de 2009, agosto y octubre de 2010, 2012)
- Presidente Enrique Peña Nieto (2013, 2014, septiembre y octubre de 2016, 2017, 2018)
- Presidente Andrés Manuel López Obrador (2023)

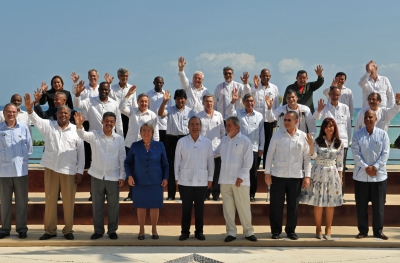
El presidente Felipe Calderón y el presidente Álvaro Uribe en Cancún; 2010.
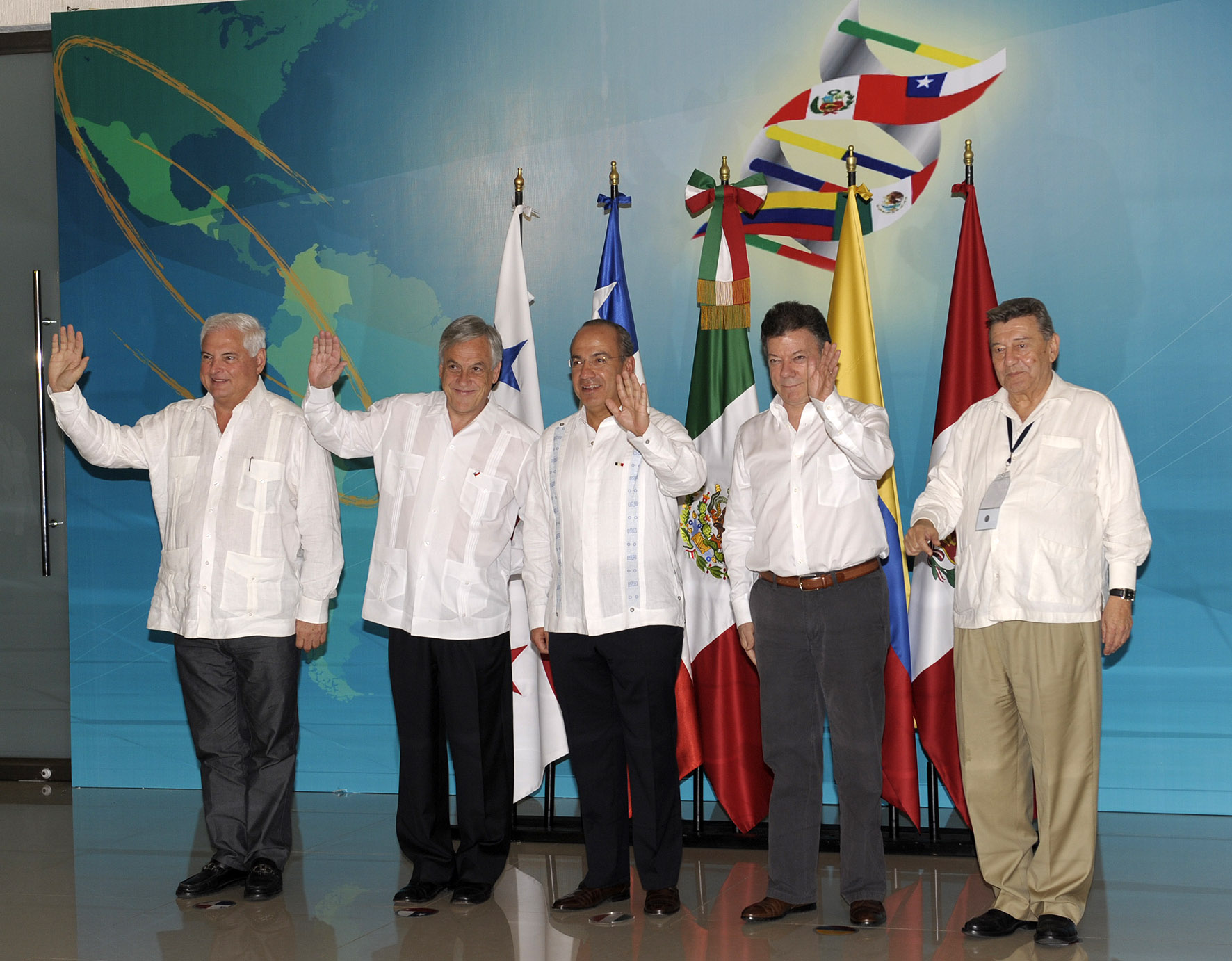
El presidente Felipe Calderón y el presidente Juan Manuel Santos en Mérida, Mexico; 2011.
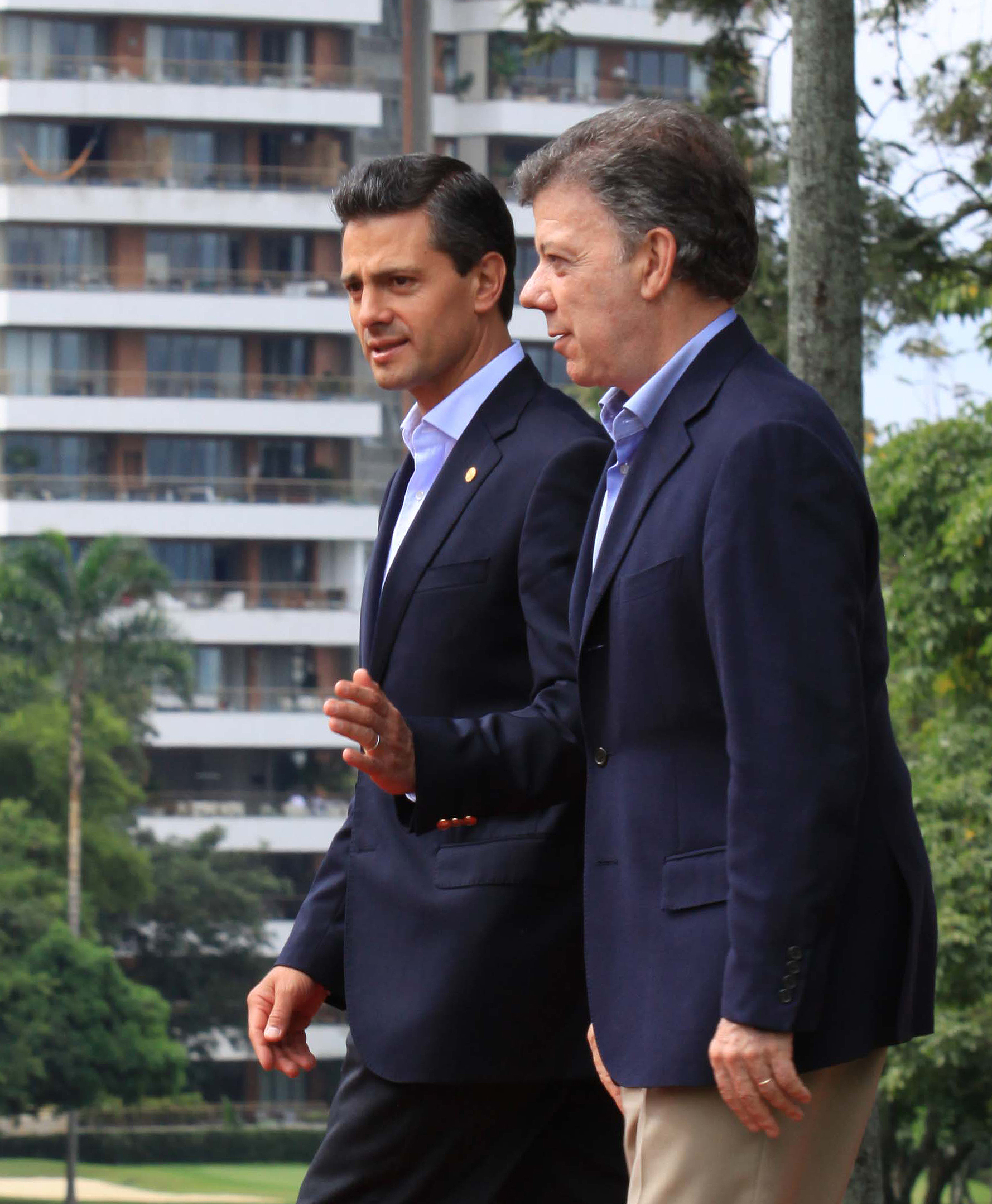
El presidente Enrique Peña Nieto junto con el presidente Juan Manuel Santos en Cali, Colombia; 2013.
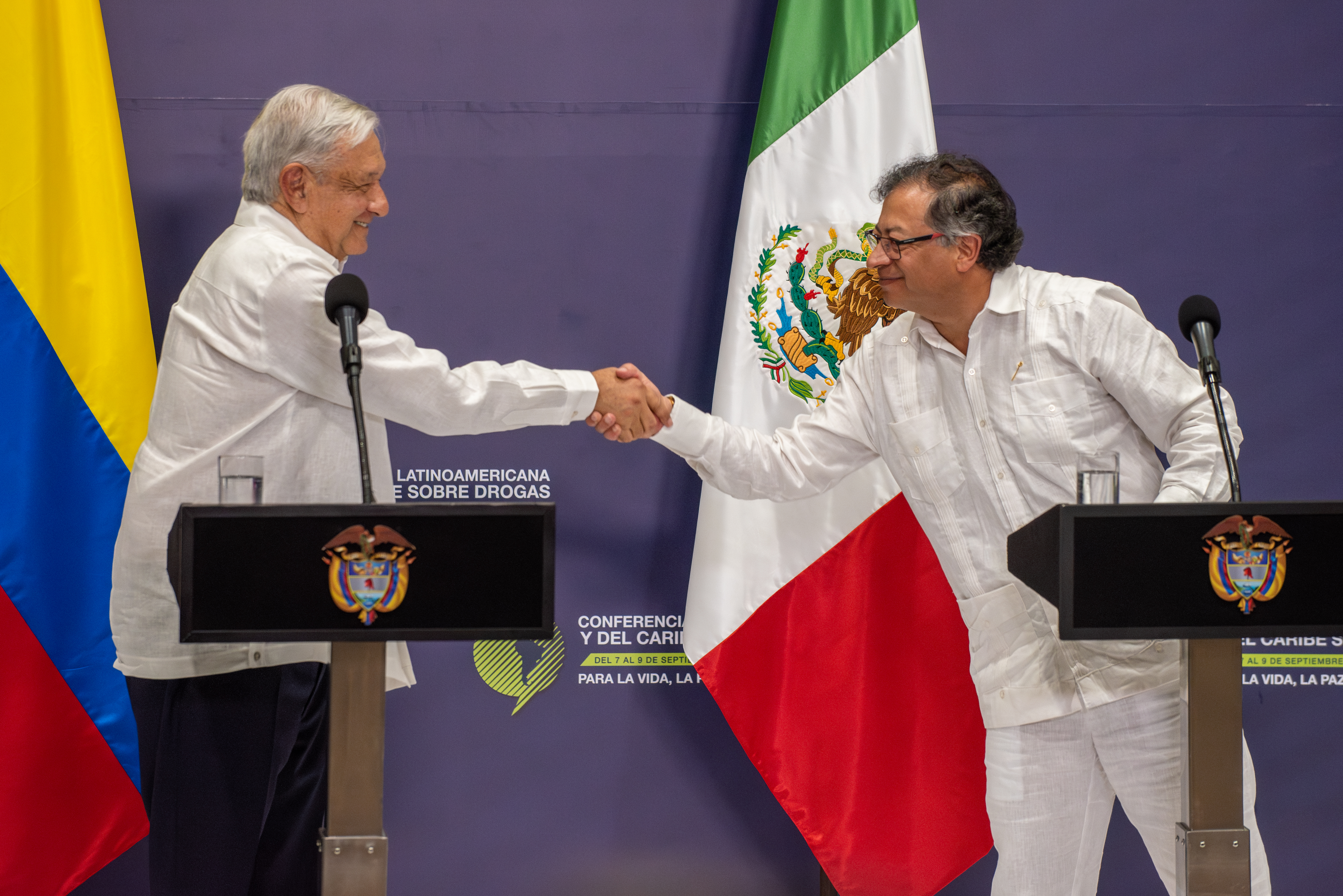
El presidente Andrés Manuel López Obrador y el presidente Gustavo Petro en Cali, Colombia; septiembre de 2023.

## Acuerdos bilaterales

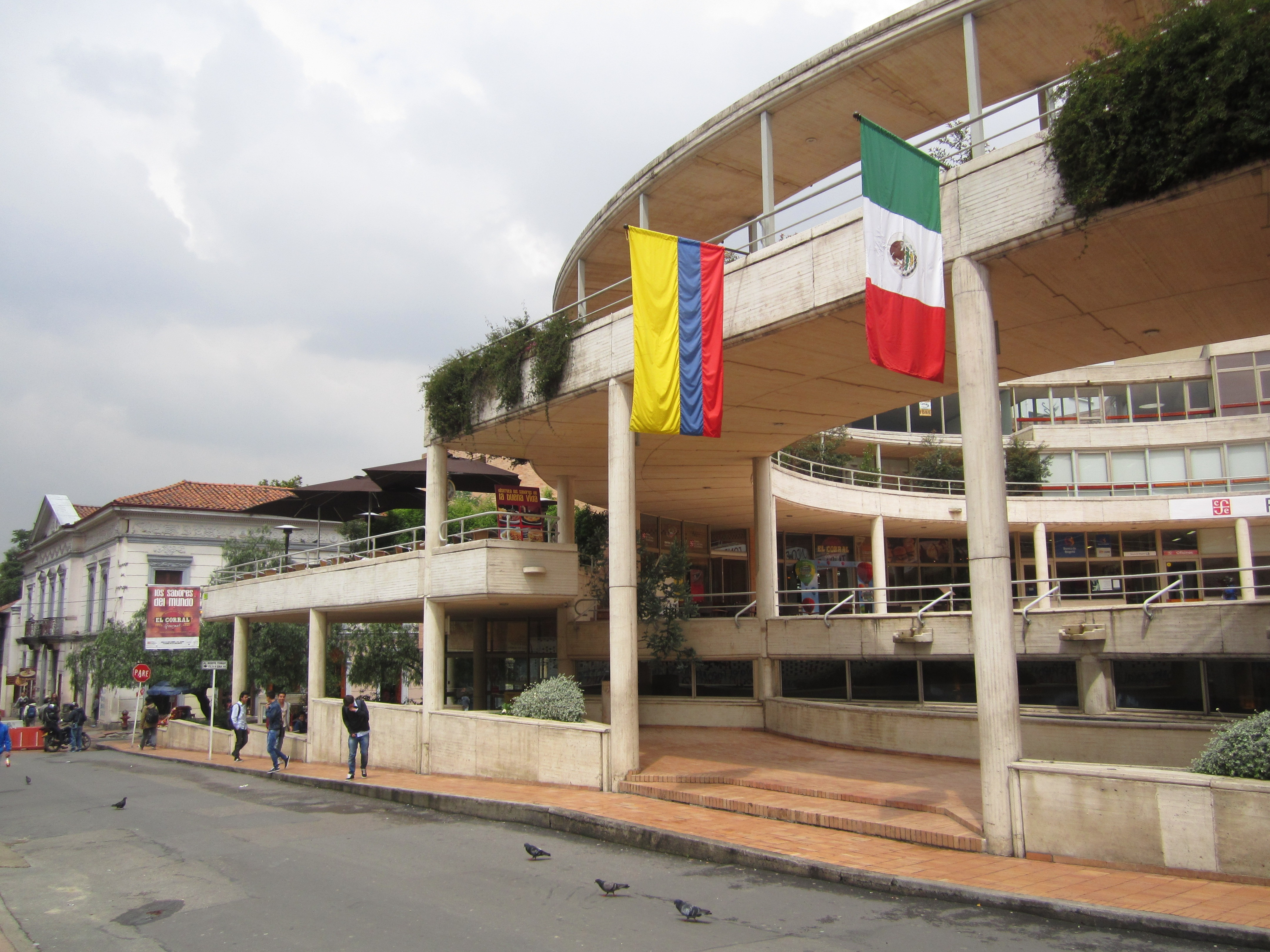
Centro Cultural Gabriel García Márquez en Bogotá

Ambas naciones han firmado varios acuerdos bilaterales, como un Tratado de arbitraje (1928); Acuerdo de transporte aéreo (1975); Acuerdo en cooperación científica y técnica (1979); Acuerdo para intercambios culturales y educativos (1979); Tratado de libre comercio (1994); Acuerdo de cooperación en la lucha contra el tráfico ilícito estupefacientes y sustancias psicotrópicas (1997); Acuerdo de cooperación turística (1998); Acuerdo para el intercambio de información no judicializado (1998); Acuerdo para el reconocimiento mutuo de certificados de estudios, títulos y grados académicos de educación superior (1998); Acuerdo de cooperación en materia de asistencia legal (1998); Acuerdo para evitar la doble imposición y para evitar la evasión fiscal en relación con los impuestos sobre la renta y el patrimonio (2009); Tratado de extradición (2011); y un Acuerdo para prohibir y prevenir robo y / o robo, introducción, extracción y tráfico ilícito de bienes culturales (2015).

## Transporte y turismo
En 2022, más de 700.000 ciudadanos colombianos visitaron México por el turismo, lo que los convierte en el tercer grupo más grande de visitantes a México (después de los Estados Unidos y Canadá). Ese mismo año, 389.000 ciudadanos mexicanos visitaron Colombia por el turismo.
Hay vuelos directos entre Colombia y México con las siguientes aerolíneas: Aeroméxico, Avianca, Viva, Volaris y Wingo.

## Comercio
En 2023, el comercio entre Colombia y México ascendió a $5.6 mil millones de dólares. Las principales exportaciones de Colombia a México incluyen: carbón, petróleo crudo, café instantáneo y partes de automóviles. Las principales exportaciones de México a Colombia incluyen: televisores de pantalla plana, aceite puro de petróleo para carros tanque, tanques de barcos o tanques de automóviles; varillas o barras corrugadas para refuerzo, para cemento u hormigón; champús leche en polvo o pastillas; tequila y cerveza de malta.
Colombia es el décimo socio comercial de México a nivel mundial. Algunas empresas colombianas que operan en México son: Grupo Suramericana, Rappi y Terpel (entre otros). Algunas de las empresas mexicanas con presencia en Colombia son: América Móvil, Cemex, Femsa, Grupo Bimbo, Orbia, Oxxo y TV Azteca (entre otros).

## Misiones diplomáticas residentes
- Colombia tiene una embajada y un consulado-general en la Ciudad de México; un consulado-general en Cancún y un consulado en Guadalajara.[18]
- México tiene una embajada en Bogotá.[19]

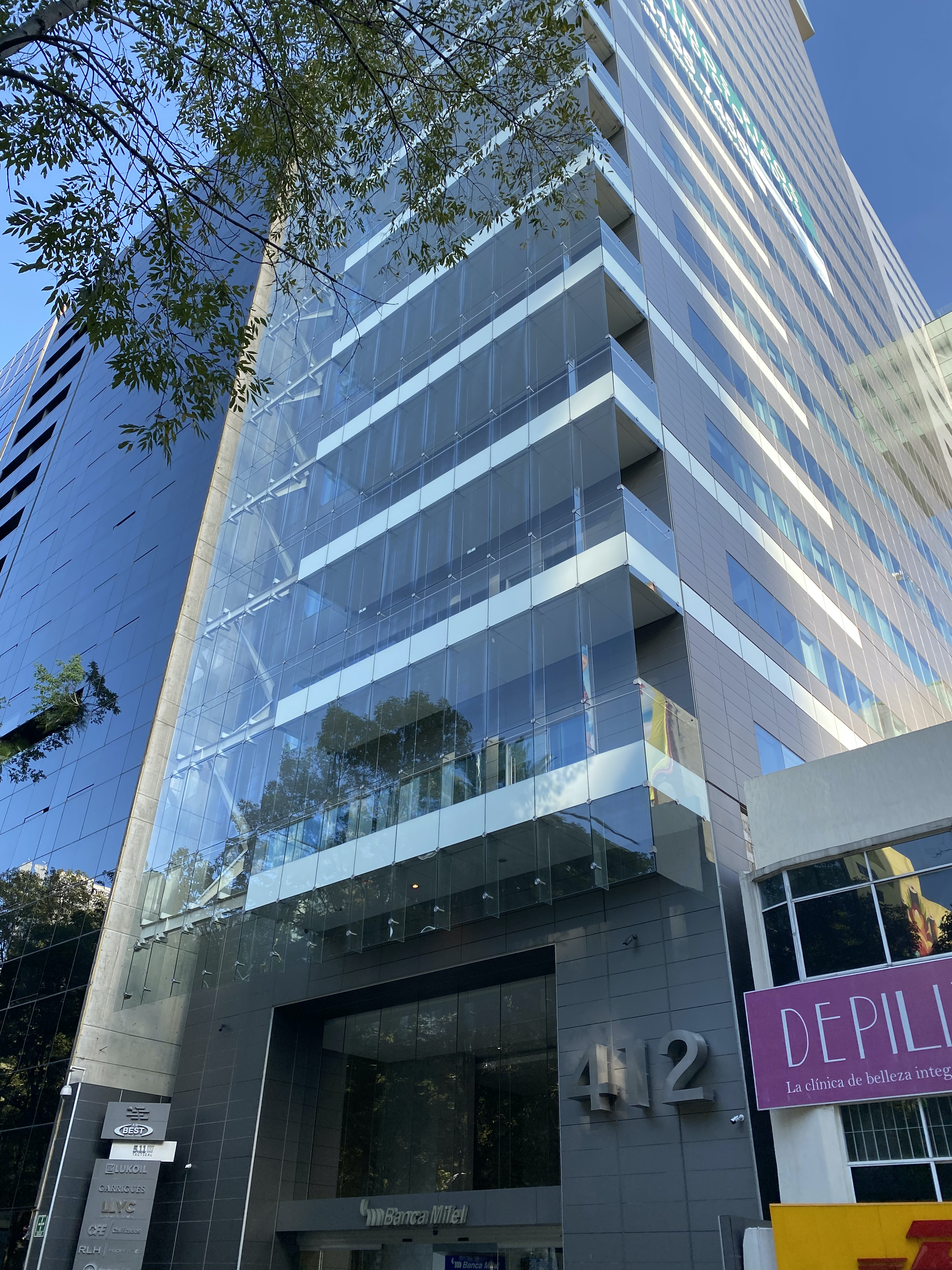
Embajada de Colombia en la Ciudad de México
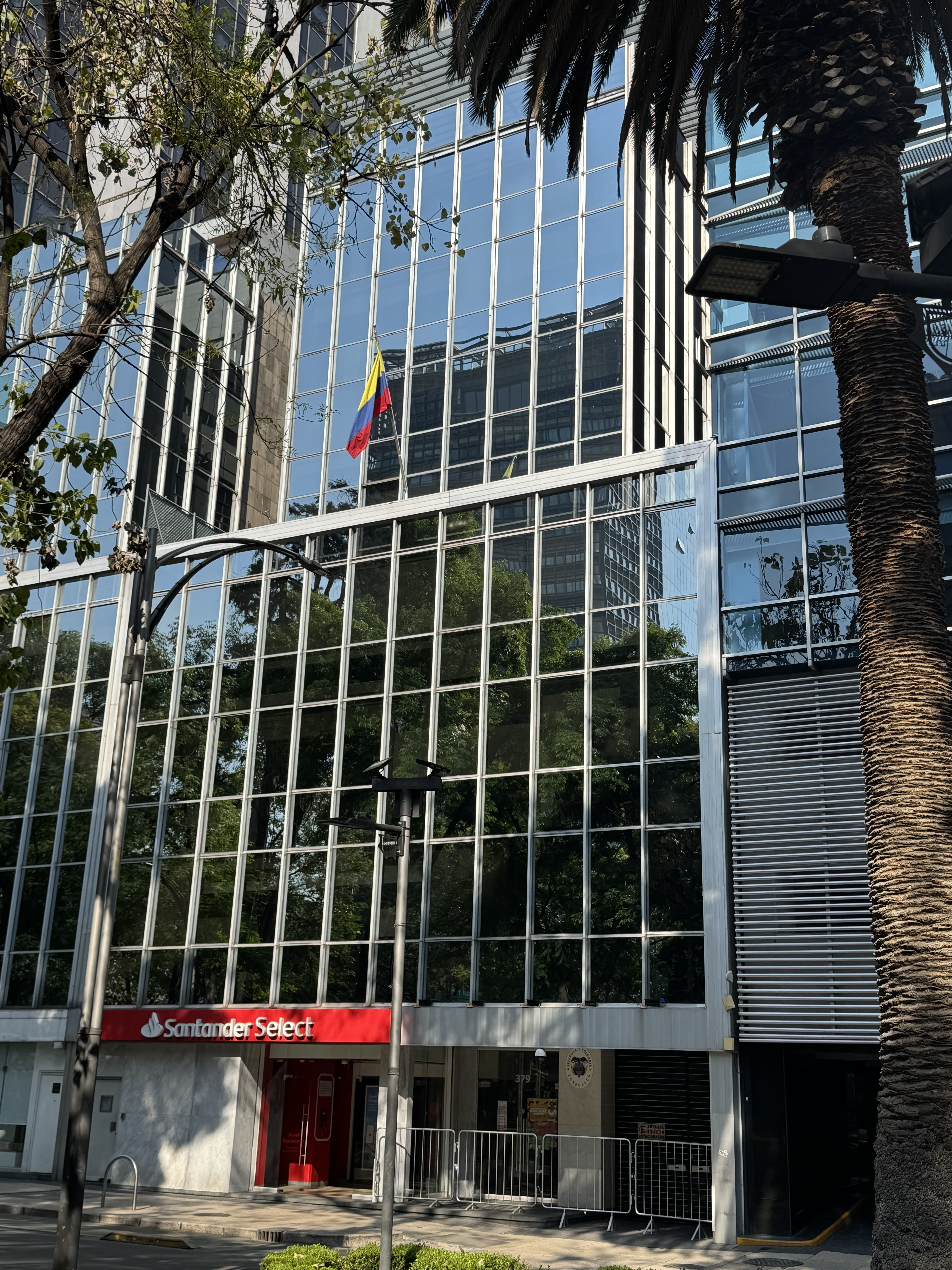
Consulado-General de Colombia en la Ciudad de México
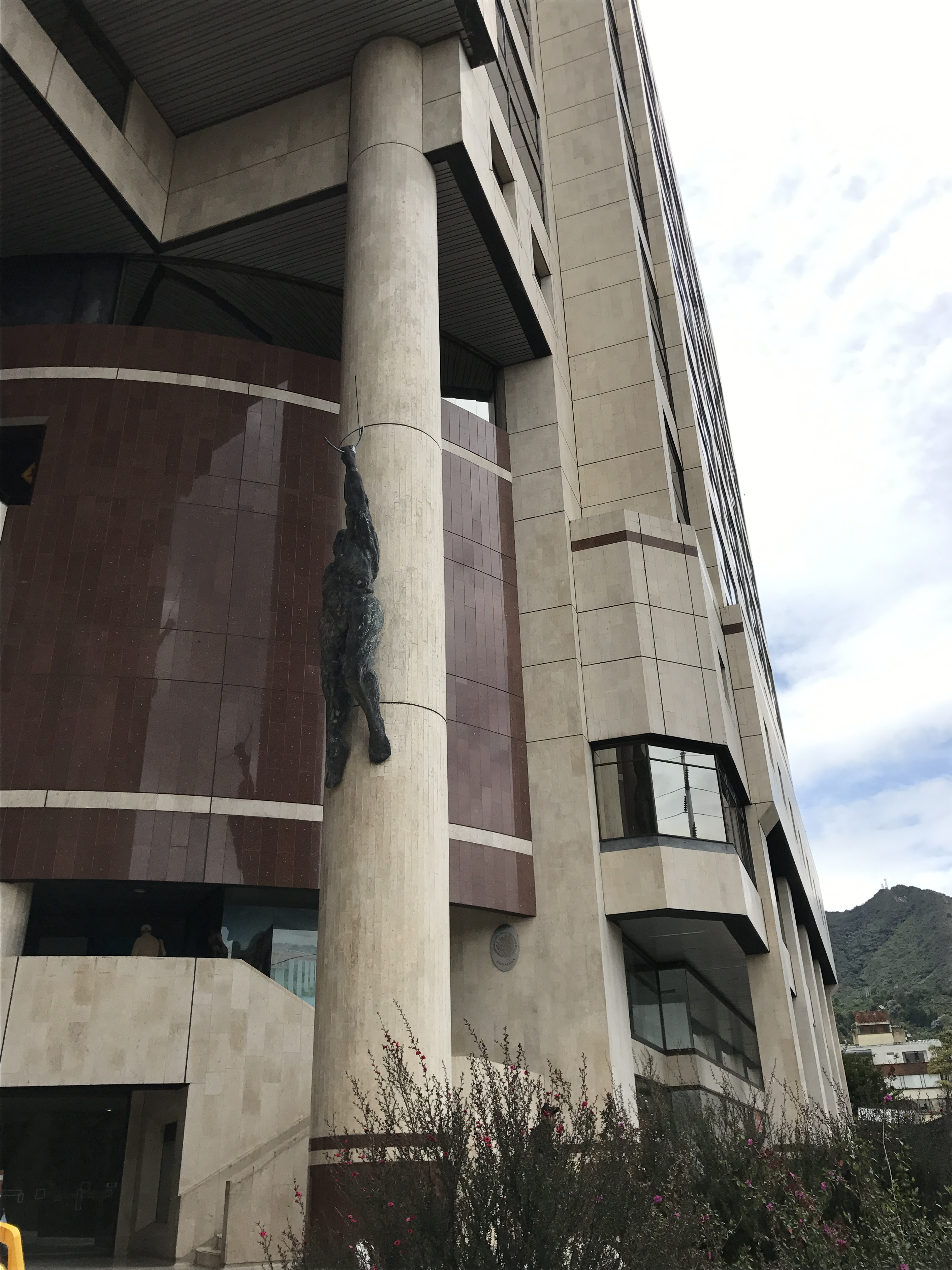
Embajada de México en Bogotá